# Elezioni parlamentari in Bhutan del 2018
Le elezioni parlamentari in Bhutan del 2018 si sono tenute il 15 settembre (primo turno) e il 18 ottobre (secondo turno) per il rinnovo dell'Assemblea nazionale.

## Risultati
| Liste                                            | I turno | I turno | II turno | II turno | Seggi |
| Liste                                            | Voti    | %       | Voti     | %        | Seggi |
| ------------------------------------------------ | ------- | ------- | -------- | -------- | ----- |
| Partito Unito del Bhutan                         | 92.722  | 31,85   | 172.268  | 54,95    | 30    |
| Partito della Pace e della Prosperità del Bhutan | 90.020  | 30,92   | 141.205  | 45,05    | 17    |
| Partito Democratico Popolare                     | 79.883  | 27,44   |          |          | -     |
| Partito Kuen-Nyam del Bhutan                     | 28.473  | 9,78    |          |          | -     |
| Totale                                           | 291.098 | 100     | 313.473  | 100      | 47    |